# Gran Darién
Gran Darién es un área cultural arqueológica del Área Intermedia al sur de la América Central precolombina. El área corresponde principalmente a las actuales provincias de Darién, Panamá y Colón. Los principales pobladores de esta área fueron los cueva cuyo territorio se extendía desde el golfo de Urabá hasta el occidente del Istmo, sin embargo también estuvo habitada por diversos grupos indígenas de filiación Chibcha y Amazónica.

Centroamérica precolombina, al este del istmo de Panamá se puede observar el área habitada por los pueblos cueva.

Gran Darién posee ciertas características básicas en su cerámica. Una cerámica meticulosamente decorada, modelada en relieve, incisa y con imágenes de moluscos, con una escasa presencia de pintura salvo la utilización de baños rojos.
A pesar de su nombre no se debe confundir con la región geográfica del Darién que abarca únicamente el tapón del Darién.